# 錦州駅
錦州駅（きんしゅうえき）は中華人民共和国遼寧省錦州市凌河区にある、中国鉄路総公司（CR）の駅である。1899年に開業し、瀋陽鉄道局所属の一等駅に設定されている。

## 乗り入れ路線
瀋山線と錦承線の2路線が乗り入れている。

## 概要
瀋山線は開業当初は「北寧線」と呼ばれていた。1921年以降に錦承線の建設が開始され、最終的には日本軍の手によって1936年に錦州 - 承徳間が開業した。

## 隣の駅
中国鉄路総公司
瀋山線
双羊店駅 - 錦州駅 - 桃園駅
大鄭線
錦州駅 - 薛家駅